# Ken McKinlay
Ken McKinlay, właśc. John Robert Vickers McKinlay (ur. 7 czerwca 1928 w Blantyre, zm. 9 lutego 2003 w Leicesterze) – brytyjski żużlowiec pochodzenia szkockiego.

## Życiorys
Srebrny (Londyn 1964) i brązowy (Londyn 1965) medalista indywidualnych mistrzostw Wielkiej Brytanii, czterokrotny medalista indywidualnych mistrzostw Australii (złoty – 1964, srebrny – Sydney 1954 i Sydney 1969, brązowy – Adelaide 1967), brązowy medalista indywidualnych mistrzostw Nowej Zelandii (Palmerston North 1962). 
Pomiędzy 1955 a 1969 r. dwunastokrotnie zakwalifikował się do finałów indywidualnych mistrzostw świata, najlepsze wyniki osiągając w latach 1956 (Londyn) i 1958 (Londyn), zajmując V miejsca. Czterokrotnie reprezentował Wielką Brytanię podczas finałów drużynowych mistrzostw świata, zdobywając 4 medale: srebrny (Malmö 1960) oraz trzy brązowe (Wrocław 1961, Abensberg 1964, Kempten (Allgäu) 1965).